# Yanga R. Fernández
Yanga R. Fernández (* 10. června 1971 Mississauga, Ontario, Kanada) je kanadsko-americký astronom působící na University of Central Florida. Spolu se Scottem S. Sheppardem objevil tzv. rodinu Carme, skupinu měsíců planety Jupiter. Jeho výzkum se zaměřuje na fyzikální parametry a evoluci komet a asteroidů.
Byl po něm pojmenován Asteroid 12225 Yanfernández.